# Distenia picea
Distenia picea là một loài bọ cánh cứng trong họ Cerambycidae.